# Сеулешть (комуна)
Сеулешть, Сеулешті (рум. Săulești) — комуна у повіті Горж в Румунії. До складу комуни входять такі села (дані про населення за 2002 рік):
- Бібешть (803 особи)
- Долчешть (404 особи)
- Пуркару (185 осіб)
- Сеулешть (1101 особа)

Комуна розташована на відстані 211 км на захід від Бухареста, 29 км на південний схід від Тиргу-Жіу, 59 км на північний захід від Крайови.

## Населення
За даними перепису населення 2002 року у комуні проживали 2493 особи, усі — румуни. Усі жителі комуни рідною мовою назвали румунську.
Склад населення комуни за віросповіданням:
| Релігія       | Кількість осіб | Відсоток |
| ------------- | -------------- | -------- |
| православні   | 2487           | 99,8%    |
| п'ятдесятники | 5              | 0,2%     |
| атеїсти       | 1              | < 0,1%   |